# Zadar Open 2024
Lo Zadar Open 2024, noto anche come Falkensteiner Punta Skala Zadar Open per motivi di sponsorizzazione, è stato un torneo maschile di tennis professionistico. È stata la 4ª edizione del torneo, facente parte della categoria Challenger 75 nell'ambito dell'ATP Challenger Tour 2024, con un montepremi di 73000 €. Si è giocato dal 18 al 24 marzo 2024 sui campi in terra rossa del Falkensteiner Resort Punta Skala di Zara, in Croazia.

## Partecipanti

### Teste di serie
| Nazionalità          | Giocatore         | Ranking* | Testa di serie |
| -------------------- | ----------------- | -------- | -------------- |
| Austria              | Dominic Thiem     | 91       | 1              |
| Francia              | Corentin Moutet   | 105      | 2              |
| Ungheria             | Zsombor Piros     | 106      | 3              |
| Austria              | Filip Misolic     | 164      | 4              |
| Croazia              | Dino Prižmić      | 169      | 5              |
| Italia               | Stefano Travaglia | 189      | 6              |
| Francia              | Matteo Martineau  | 190      | 7              |
| Bosnia ed Erzegovina | Nerman Fatić      | 194      | 8              |

* Ranking al 4 marzo 2024.

### Altri partecipanti
I seguenti giocatori hanno ricevuto una wild card per il tabellone principale:
- Matej Dodig
- Filip Krajinović
- Nino Serdarušić

I seguenti giocatori sono entrati in tabellone come alternate:
- Daniel Michalski
- Michael Vrbenský

I seguenti giocatori sono passati dalle qualificazioni:
- Mathys Erhard
- Evan Furness
- Oleksii Krutykh
- Sandro Kopp
- Jonáš Forejtek
- Arthur Gea

## Punti e montepremi
| Torneo    | Torneo              | V     | F     | SF    | QF    | 2T    | 1T  | Q | Q2  | Q1  |
| Singolare | Punti               | 75    | 44    | 22    | 12    | 6     | 0   | 4 | 2   | 0   |
| Singolare | Premi in denaro (€) | 9 880 | 5 820 | 3 450 | 2 000 | 1 165 | 720 | – | 360 | 185 |
| Doppio    | Punti               | 75    | 44    | 22    | 12    | –     | 0   | – | –   | –   |
| Doppio    | Premi in denaro (€) | 4 250 | 2 450 | 1 480 | 880   | –     | 500 | – | –   | –   |

## Campioni

### Singolare
Jozef Kovalík ha sconfitto in finale  Adrian Andreev con il punteggio di 6–4, 6–2.

### Doppio
Manuel Guinard /  Grégoire Jacq hanno sconfitto in finale  Roman Jebavý /  Zdeněk Kolář con il punteggio di 6–4, 6–4.